# Левоші
Левоші (Левоше, пол. Lewosze) — село в Польщі, у гміні Милейчиці Сім'ятицького повіту Підляського воєводства. Населення — 35 осіб (2011).

## Історія
Вперше згадується у XVIII столітті.
У 1975—1998 роках село належало до Білостоцького воєводства.

## Демографія
Демографічна структура станом на 31 березня 2011 року:
|          | Загалом | Допрацездатний вік | Працездатний вік | Постпрацездатний вік |
| -------- | ------- | ------------------ | ---------------- | -------------------- |
| Чоловіки | 14      | 2                  | 10               | 2                    |
| Жінки    | 21      | 7                  | 8                | 6                    |
| Разом    | 35      | 9                  | 18               | 8                    |